# 아이칭
아이칭(애청, 중국어: 艾靑, 병음: Ài Qīng, 1910년 3월 27일 ~ 1996년 5월 5일)은 중화인민공화국의 시인 겸 동양화가이다.
아이칭은 저장성 진화 현 판톈장 촌에서 태어났고, 아버지는 장징윈이고 어머니는 러우셴처우이다. 본명은 장정한(蒋正涵)이다.
아이칭이라는 이름은 1933년 자신이 중국군에 입대하여 일본군과 전쟁을 하는 도중 일본군에 의해서 포로로 붙잡혀 감옥 생활을 하면서 시를 쓰면서 쓰게 된 특정 필명이었다고 한다. 사실 그는 1928년에 저장 성 항저우 시에 있는 국립예술전문학원에 입학하여 그림을 그리며 화가를 지망하기로 했었는데, 집안의 재산이 풍부하지 못했고 가난한 삶을 영위하며 살던 도중에 철학 서적이나 문학 작품을 섭렵하였고 1931년 항저우 국립예술전문학원에서 전문학사 학위 취득을 하였다.
무엇보다도 세상과의 불화에 대한 문학작품을 많이 창작했으며, 자신이 겪었던 인생 체험을 그림에서 시로 전환하여 문학가로 거듭났다.
특히 아이칭은 조선인들과 많이 교류하며 지냈는데, 1939년에 구이린에서 조선의용대와 접촉하며 당시 책임자인 김창만과 친구 관계를 맺었다. 또한 1942년 9월 17일 조선독립동맹을 위해 희생된 조선인 열사를 추도하며라는 시를 지어 독립을 위해서 노력하는 열사들을 위한 시를 지었다. 그리고 1945년에 일본이 미국과 중국과 영국 등의 연합군에 의해서 제2차 세계 대전에서 패배하였고 중국은 선진국과 강대국으로 거듭나며 성장에 성장을 거듭한다. 그 와중에 아이칭은 1946년 옌안 대학교 한문학과에서 만학으로 또다시 학사 학위 취득을 하였다.
하지만 1949년 중화인민공화국이 건국되고 반우파 투쟁 당시 강제로 유랑 생활을 하게 하였고, 아이칭 역시 헤이룽장 성 베이다황에서 유랑 생활을 하다가 신장 성 우루무치까지 가서 유랑생활을 해야 했다. 그 과정에서 창작 활동은 엄금되었고 홍위병들에 의해서 원고를 강제적으로 압수당하며 화장실 청소까지 해야 했다.
그러나 마오쩌둥이 사망하고 사인방의 권력이 크게 약화되자 다시 복권된 아이칭은 창작활동을 계속하였다. 1996년 5월 5일 베이징 시 시에허 병원에서 병으로 세상을 떠났다.